# 韩郭三
韩郭三（？—？），又名耶律留宁，辽朝官员，《辽史》记载他是韩德凝的儿子，根据墓志铭，他是韩德昌的长子。
韩郭三於保宁十一年（979年）之前出生。统和二十三年（1005年），任左金吾卫上将军。统和二十四年（1006年），任乾州广德军节度使。统和二十六年（1008年），任坤仪州启圣军节度使。开泰七年（1018年），任右卫上将军。开泰、太平年间任惕隐。後任北院大王。太平八年（1028年），双州保安军节度使。重熙二十年（1051年）之前为南府宰相。清宁年间，官至丰州天德军节度使。终此官。享年不详。儿子高家奴官至南院宣徽使，次子高十官至辽兴军节度使。